# Рузвельт, Джулиан
Джулиан Кин Рузвельт (англ. Julian Kean Roosevelt, 14 ноября 1924, Манхэттен, Нью-Йорк — 28 марта 1986, Глен-Ков, Нью-Йорк или Манхассет, Нью-Йорк) — американский банкир из династии Рузвельтов. Чемпион Олимпийских игр 1952 года в парусном спорте.

## Биография

### Происхождение
Родился 14 ноября 1924 года на Манхэттене, в семье Джорджа Эмлена Рузвельта и Джулли Моррис Эддисон. Его мать была потомком морского офицера Чарльза Морриса (1784—1856). Отец и дед — известные нью-йоркские банкиры из семьи Рузвельтов. Президент Теодор Рузвельт приходился его деду Эмлену двоюродным братом.

### Карьера
Учился в Академии Филлипса в Эксетере и позже в Гарвардском университете, который окончил в 1950 году. Во время учёбы занимался академической греблей.
С 1942 по 1946 год проходил службу в береговой охране США, а затем на протяжении 8 лет находился в резерве, откуда был уволен в 1955 году.
В 1948 году Рузвельт впервые принял участие в Олимпийских играх в Лондоне. Выступал в соревнованиях по парусному спорту в классе «Дракон», где был членом экипажа Генри Дайса, с которым занял предпоследнее 11 место. В 1952 году на играх в Хельсинки выступал уже в 6-метровом R-классе, в котором завоевал золотую медаль. Он также был запасным членом команды в 12-метровом R-классе на играх 1956 года, а также членом жюри и председателем комитета на соревнованиях в 5,5-метровом R-классе. С 1974 года и до своей смерти был членом Международного олимпийского комитета (с 1982 — член правления). Выступал за отказ от политических мотивов в спорте, в частности критиковал американский бойкот московской Олимпиады 1980 года и отстранение южноафриканских спортсменов. В 1986 году ему был присуждён серебряный олимпийский орден.
Помимо спортивной деятельности, Рузвельт являлся партнёром в Dick & Merle Smith, инвестиционно-брокерской фирме, созданной вслед за распадом Roosevelt & Son в связи с законом Гласса — Стиголла. Также был попечителем Union Square Savings Bank, директором Fundamental Investors, Inc. и вице-президентом Sterling Grace & Company.
Умер 27 марта 1986 от рака печени.

## Личная жизнь
Рузвельт был женат дважды. Его первая супруга (с 1946 года) — Флоренс Мэделин Грэм, была далёким потомком губернатора плимутской колонии Уильяма Брэдфорда. У них родилось трое сыновей:
- Николас Пол Рузвельт (р. 1949)
- Джордж Эмлен Рузвельт (р. 1951)
- Робин Эддисон Рузвельт (1954—1999)

После развода в 1955 году, Флоренс ушла к Эрику Риддеру, вместе с которым в 1952 году Джулиан завоевал олимпийское золото. Во второй раз Рузвельт женился на Маргарет Фэй Шанц, также находившейся в разводе. Их общая дочь:
- Фэй Саттерфилд Рузвельт (р. 1959)